# Betung Selatan
Betung Selatan is een bestuurslaag in het regentschap Muara Enim van de provincie Zuid-Sumatra, Indonesië. Betung Selatan telt 1884 inwoners (volkstelling 2010).